# Dion Dowell
Dion Kirkston Dowell (Berlino, 11 giugno 1985) è un ex cestista statunitense.

## Palmarès

### Giocatore
- Campionato israeliano: 1

Hapoel Gilboa Galil Elyon: 2009-2010